# Немти
Не́мти (егип. транслит. nmtj «шагающий») — в египетской религии бог в образе сокола, плывущего в ладье, имел локальное значение в некоторых верхнеегипетских номах на правом (восточном) берегу Нила. Почитался как бог Восточной пустыни — покровительствовал идущим через неё к Красному морю караванам и разработкам здешних минералов. Имя этого бога имело идеограмму в египетской иероглифической письменности — иероглифы G7* и G7** по «Египетской грамматике» А. Х. Гардинера.

## Имя
Долгое время чтение иероглифа G7* оставалось неизвестным. В 1910 году Курт Зете на основе ряда произвольных допущений предложил читать его как ˁntj («Анти» в условной транскрипции), понимая это слово как прилагательное со значением «когтистый». А. Гардинер принял чтение Зете в своей «Египетской грамматике», хотя и с некоторыми оговорками. Предлагались и иные варианты чтения, но все они были малоосновательны.
Подлинное чтение идеограммы установил в 1969 году советский египтолог О. Д. Берлев. Он исследовал две стелы эпохи XII династии с параллельными текстами, на одной из которых имя бога было записано идеограммой, а на другой — с помощью звуковых иероглифов как nmtj («Немти»). Берлев считал это имя причастием от глагола nmt «шагать, идти, двигаться», что вполне согласуется с ролью бога как покровителя путешественников или караванщиков. На статус «бога-странника» указывает также ладья, которая являлась неотъемлемым атрибутом Немти.

## Упоминания в мифах
В мифе о тяжбе Гора и Сета Немти выступает в роли простого лодочника, соблазнённого золотом Исиды и наказанного богами Девятки за ослушание приказа отсечением пальцев ног. Согласно папирусу Жумильяк, в качестве наказания за очередное преступление с Немти снимают весь покров костей, то есть кожу и плоть. Проходя это своеобразное «очищение» Немти приобретает новое качество: по сути теперь это серебряный скелет, стоящий над своей золотой плотью. Согласно мифам Немти проклял золото после жестокого наказания, и в тех местах, где почитали Немти на золото налагалось жёсткое табу. Немти — одна из ипостасей бога Сета.

## Центры культа
На сегодняшний день египтологи полагают, что Немти почитался только в Среднем Египте вдоль правого берега Нила, утверждение это не доказано, но вполне вероятно.
| Город                                                                              | Ном Верхнего Египта |
| ---------------------------------------------------------------------------------- | ------------------- |
| mrnn, qaH, aHat, aHat, rngA, mnDw (второстепенные центры культа Немти)             | ?                   |
| Чебу (др.-греч. Антеополь, совр. Кав эль-Кебир)                                    | X Уаджит            |
| Джу-фит, Пер-Немти (др.-греч. Иеракон, совр. Эль-Атавла)                           | XII Атефет          |
| Trtj                                                                               | XV Унут             |
| Хебену (др.-греч. Гиппонон? Алабастрополь?, совр. Ком эль-Ахмар)                   | XVI Махедж          |
| Хут-Несу (др.-греч. Гиппонон? Алабастрополь? совр. Шаруна и Ком эль-Ахмар Саварис) | XVIII Немти         |